# 華西村
座標: 北緯31度49分58秒 東経120度25分32秒 / 北緯31.83285度 東経120.425477度
華西村（かせい-そん）は中華人民共和国江蘇省無錫市江陰市華士鎮に位置する村。

## 歴史
華西村の前身は1961年に設置された華西大隊である。人民公社制度が廃止された際に華西村と改称された。
村の初代党委書記である呉仁宝は、文化大革命時代に小さな秘密の工場を設けて自給自足の村運営を目指し、中国共産党政府が改革開放を行ってからは徹底的な集団化経営で成功して中国各地の農村のモデルとなった。全ての村民に豪華な一戸建の住宅と高級車を無償支給して食費と教育費や医療費の無料化なども行い、2009年には中国世界紀録協会により天下第一村（中国で最も豊かな農村）として認定され、「世界一豊かな農村」とも呼ばれていた。
2011年には50周年を記念して村人が1人当たり1000万元（約1億円）を総工費に出費して借金を負わずに空中華西村を建設した。しかし、2013年に呉仁宝が死去してからは数百億元ともされる巨額の債務を抱え、2016年時点で389億元に上るという。
この村営の複合企業「華西集団」の巨額債務が村の財政まで圧迫して深刻な財政危機を齎していたことから、2023年7月25日までに華西村の委員会は自力での事業継続を断念して華西集団が経営破綻し、事実上財政破綻したことが時事通信によって報道された。報道によると2010年代以降、中国各地の経済発展に伴い村の産業は優位性を失い、打開するべく金融業や石油化学産業、海運業などにも進出したがいずれも振るわなかったという。また、こうした過剰投資の結果、負債は4000億元（約8兆円）にまで増加しており、近年は債務危機の噂が絶えず、華西集団が販売した金融商品を巡り取り付け騒ぎも発生していた。
なお、華西集団の株式の8割はわずか1元（約20円）で投資会社に売却された。